# Závod míru 1973
Závod míru 1973 byl 27. ročníkem Závodu míru, amatérského mezinárodního etapového závodu v silniční cyklistice. Jel se od 9. do 26. května 1973 z Prahy přes Varšavu do Berlína. Trasa měřila 2083 kilometrů. Závod měl šestnáct etap a prolog. Zúčastnilo se ho 99 závodníků ze 17 zemí a do konce jich dojelo 83.
Vítězem celkové klasifikace se stal Ryszard Szurkowski z Polska. Tým Polska zvítězil také v soutěži družstev. 

## Vítězové etap
- Prolog (Praha, časovka jednotlivců 19 km): Ryszard Szurkowski  Polsko
- 1. etapa (Nehvizdy - Pardubice, 88 km): Valerij Lichačev  Sovětský svaz
- 2. etapa (Pardubice – Brno, 135 km): Fiorenzo Ballardin  Itálie
- 3. etapa (Brno – Dubnica nad Váhom, 156 km): Ryszard Szurkowski  Polsko
- 4. etapa (Dubnica nad Váhom - Banská Bystrica, 170 km): Stanisław Szozda  Polsko
- 5. etapa (Banská Bystrica – Poprad, 144 km): Valerij Lichačev  Sovětský svaz
- 6. etapa (Tatranská Lomnica – Krakov, 151 km): Valerij Lichačev  Sovětský svaz
- 7. etapa (Krakov – Kielce, 118 km): Donald Allan  Austrálie
- 8. etapa (Starachowice – Radom, časovka jednotlivců 40 km): Ryszard Szurkowski  Polsko
- 9. etapa (Radom - Varšava, 128 km): Stanisław Szozda  Polsko
- 10. etapa (Nieporęt - Włocławek, 154 km): René Dillen  Belgie
- 11. etapa (Toruň – Poznaň, 150 km): Valerij Lichačev  Sovětský svaz
- 12. etapa (Lubin – Görlitz, 110 km): Thomas Huschke  Východní Německo
- 13. etapa (Görlitz – Drážďany, 100 km): Zbigniew Krzesowiec  Polsko
- 14. etapa (Drážďany – Halle, 168 km): Valerij Lichačev  Sovětský svaz
- 15. etapa (Halle – Postupim, 157 km): Theophiel Dockx  Belgie
- 16. etapa (Postupim – Berlín, 86 km): Valerij Lichačev  Sovětský svaz
- Epilog (Berlín, časovka jednotlivců 9 km): Rinat Šarafullin  Sovětský svaz

## Celkové pořadí

### Jednotlivci
- 1. Ryszard Szurkowski (Polsko)
- 2. Stanisław Szozda (Polsko)
- 3. Valerij Lichačev (SSSR)
- 4. Andrzej Kaczmarek (Polsko)
- 5. Nikolaj Gorelov (SSSR)
- 6. Vladislav Něljubin (SSSR)
- 7. Lucjan Lis (Polsko)
- 8. René Dillen (Belgie)
- 9. Georges Talbourdet (Francie)
- 10. Mieczyslaw Nowicki (Polsko)
- 11. Philippe Bodier (Francie)
- 12. Zbigniew Krzesowiec (Polsko)
- 13. Jiří Prchal (Československo)
- 14. Ludovicus Noels (Nizozemsko)
- 15. Wolfgang Wesemann (NDR)
- 16. Petr Matoušek (Československo)
- 17. Michael Schiffner (NDR)
- 18. Wolfram Kühn (NDR)
- 19. Rinat Šarafullin (SSSR)
- 20. Lothar Grüner (NDR)
- 21. Josef Hájek (Československo)
- 22. Douglas Dailey (Anglie)
- 23. Vasile Teodor (Rumunsko)
- 24. Jaroslav Poslušný (Československo)
- 25. Salvatore Ghisellini (Itálie)
- 26. Antonín Bartoníček (Československo)

…
- 54. Jiří Mainuš (Československo)

### Družstva
- 1. Polsko
- 2. SSSR
- 3. Československo
- 4. Francie
- 5. Belgie
- 6. NDR
- 7. Bulharsko
- 8. Itálie
- 9. Maďarsko
- 10. Rumunsko
- 11. Holandsko
- 12. Anglie
- 13. Austrálie
- 14. Kuba
- 15. Dánsko
- 16. Maroko

### Ostatní trikoty
- fialový trikot (nejaktivnější jezdec): Valerij Lichačev
- zelený trikot (nejlepší vrchař): Ryszard Szurkowski

## Startovní listina
- Polsko
  - 1 Andrzej Kaczmarek
  - 2 Zbigniew Krzesowiec
  - 3 Lucjan Lis
  - 4 Mieczysław Nowicki
  - 5 Stanisław Szozda
  - 6 Ryszard Szurkowski
- Anglie
  - 7 Alexander Gilchrist
  - 8 Jack Kershaw
  - 9 Philip Griffiths
  - 10 Denis Mitchell
  - 11 Douglas Dailey
  - 12 David Gornall
- Austrálie
  - 13 Donald Allan
  - 14 John Trevorrow
  - 15 David Jose
  - 16 Donald Wilson
  - 17 Anthony Blanchflower
  - 18 Thomas Moloney
- Československo
  - 19 Antonín Bartoníček
  - 20 Josef Hájek
  - 21 Petr Matoušek
  - 22 Jiří Mainuš
  - 23 Jaroslav Poslušný
  - 24 Jiří Prchal
- Francie
  - 25 Claude Behue
  - 26 Jean-Louis Danguillaume
  - 27 Georges Talbourdet
  - 28 Philippe Bodier
  - 29 Alain Bernard
  - 30 Patrick Béon
- Belgie
  - 31 Ludo Noels
  - 32 René Dillen
  - 33 Theophiel Dockx
  - 34 Alexander Robberecht
  - 35 Victor de Valckener
  - 36 Edmond Verbruggen
- Kuba
  - 37 Leonardo Hernandez
  - 38 Rafael Tamayo
  - 39 Angel Falcon
  - 40 Jorge Perez
  - 41 Alfredo Santana
  - 42 Jose Prieto
- SSSR
  - 43 Valerij Lichačev
  - 44 Vladislav Něljubin
  - 45 Nikolaj Gorelov
  - 46 Alexandr Gusjatnikov
  - 47 Rinat Šarafullin
  - 48 Alexandr Judin
- Dánsko
  - 49 Erik Ankel Jensen
  - 50 Gunnar Rylan Kehlet
  - 51
  - 52 Kjell Rodian
  - 53 Tage Nielsen
  - 54 Mogens Wandborg
- NDR
  - 55 Wolfgang Fiedler
  - 56 Lothar Grüner
  - 57 Thomas Huschke
  - 58 Wolfram Kühn
  - 59 Michael Schiffner
  - 60 Wolfgang Wesemann
- Holandsko
  - 61 Evert Diepeveen
  - 62 Cornelius Hoggedoorn
  - 63 Petrus Legierse
  - 64 Hermanus Lenferink
  - 65 Cornelis Boersma
  - 66 Henk Smits
- Itálie
  - 67 Bruno Ruggenini
  - 68 Fiorenzo Ballardin
  - 69 Giuseppe Fratini
  - 70 Salvatore Ghisellini
  - 71 Claudio Guarnieri
  - 72 Giuseppe Magni
- Bulharsko
  - 73 Ivan Vasilev
  - 74 Martin Martinov
  - 75 Dimitar Trajkov
  - 76 Jani Čakarov
  - 77 Vesko Michajlov
  - 78 Ivan Popov
- Rumunsko
  - 79 Nicolae Andronache
  - 80 Constantin Grigore
  - 81 Alexandru Sofronie
  - 82 Ion Cernea
  - 83 Vasile Selejan
  - 84 Vasile Teodor
- Norsko
  - 85 Edvard Øfsti
  - 86 Sigmund Steinseth
  - 87 Willie Juul Pedersen
  - 88 Arve Kristian Klavenes
  - 89 Aage Vold
  - 90
- Maďarsko
  - 91
  - 92 Tibor Debreceni
  - 93 József Peterman
  - 94 Imrich Géra
  - 95 János Sipos
  - 96 Gábor Nagy
- Maroko
  - 97 Habib Benqadi
  - 98 Mustafa Najjari
  - 99 Bouchaib Belbouj
  - 100 Mohamed Jaber
  - 101 Hachmi Aitbouih
  - 102 Mohamed Hajji